# 4153 Roburnham
4153 Roburnham este un asteroid din centura principală, descoperit pe 14 mai 1985 de Carolyn Shoemaker.